# Anisopodus callistus
Anisopodus callistus es una especie de escarabajo longicornio del género Anisopodus, tribu Acanthocinini, subfamilia Lamiinae. Fue descrita científicamente por Bates en 1881.

## Descripción
Mide 6,3 milímetros de longitud.

## Distribución
Se distribuye por Costa Rica, Guatemala y Honduras.